# WEIG
WEIG ist eine inhabergeführte Unternehmensgruppe in der internationalen Papier- und Kartonindustrie und beschäftigt ca. 1.900 Mitarbeiter an Standorten in Europa und Südamerika. Mit einem Umsatz von 730 Millionen Euro umfasst ihr Portfolio einen geschlossenen Wertschöpfungskreislauf, beginnend beim Altpapier-Recycling bis zur Herstellung und Vermarktung von Papier- und Karton und Kartonprodukten wie Faltschachteln und Gipskarton.

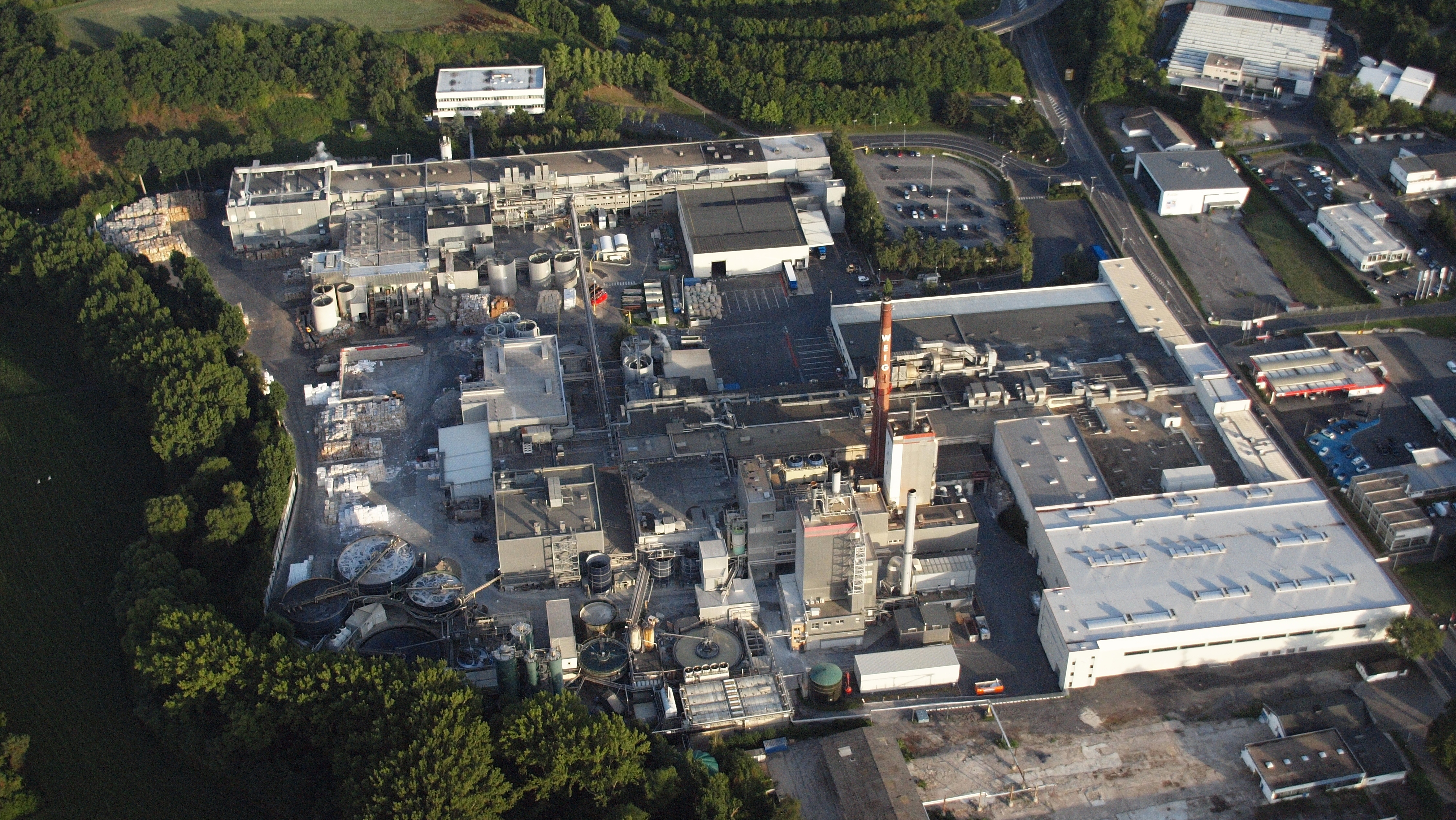
Mayen, Weig GmbH & Co. KG, Luftaufnahme (2015)

## Geschichte
WEIG-Karton hat seinen Ursprung im Jahre 1931, als der Unternehmer Moritz J. Weig die Cederwaldmühle in Bergisch Gladbach übernahm. Er nannte sie in Moritz J. Weig Papier- und Pappenfabrik um. 1951 ließ er die dort stehende Kartonmaschine umbauen. Unter anderem wurde ein Glättzylinder eingebaut. Nach dem Umbau hatte die Maschine eine Arbeitsbreite von 160 cm und schaffte eine Tagesproduktion von bis zu 35 Tonnen. Die erste Kartonmaschine mit der Bezeichnung KM1 wurde später abgebaut und der Standort in Bergisch Gladbach wurde geschlossen.
Die zweite Kartonmaschine wurde unter dem Namen KM2 in Mayen gebaut. Sie hatte eine Arbeitsbreite von 250 cm und eine Tagesleistung von 50 t. Sie wurde abgerissen, nachdem sie von moderneren Maschinen abgelöst wurde.
1964 folgte die bis heute bestehende Kartonmaschine (KM3). Zur damaligen Zeit lag die Produktionskapazität bei 130 t pro Tag. Nach zahlreichen Umbauten und Modernisierungen beträgt die Tagesleistung der KM3 heute rund 700 t. Ihre Arbeitsbreite beträgt 430 cm.
Bis 1969 wurden zwei weitere Kartonmaschinen (KM4 und KM5) an einem neuen Standort gebaut und in Betrieb genommen, jedoch wurde die Produktion nach einigen Jahren wieder eingestellt.
1969 wurde Tecno-Karton gegründet, um die erste speziell für Gipskarton gebaute Maschine in Europa zu errichten. Zwei Jahre später wird direkt neben der KM3 auf dem Werksgelände die KM6 zur Produktion von Gipskarton in Betrieb genommen. Bei einer Arbeitsbreite von 540 cm schaffte sie damals 250 t am Tag.
1977 wird die KM3 umgebaut und ein neuer Glättzylinder mit einem Durchmesser von 6,1 m für Faltschachtelkarton eingebaut.
Im Jahr 1978 gründet der Sohn des Firmengründers Moritz Weig in Paraguay die Firma Cartones Yaguareté S.A. (CYSA). Es ist das erste Unternehmen, das dort aus Altpapier wieder Karton herstellt.
Im Jahre 1988 wird die neue Stoffaufbereitung für die KM3 in Betrieb genommen. Es ist die erste Anlage in Europa, die mit 100 Prozent Altpapier arbeiten kann. 1991 wird eine Feststoffverbrennungsanlage für Faserbruchstücke und Asche gebaut.
Zwei Jahre später wird eine Fertigungslinie für Hülsen gebaut, und in den USA wird die Vertriebsgesellschaft WEIG Inc. gegründet.
1997 folgte die Inbetriebnahme des WEIG-Logistikzentrum, welches bereits 2002 aufgrund der erhöhten Produktion erweitert wurde.
Entsprechend der technischen Fortschritte in der Papierindustrie folgte 2000 die Modernisierung der KM3 durch den Einbau einer Schuhpresse. Eine Modernisierung erfolgte auch an der KM6 im Jahr, als man sie auf Langsieb umstellte. 2006 erfolgte eine Kapazitätserweiterung der KM6.
Nicht nur die Produktion stieg mit den Jahren, sondern auch der Energieverbrauch, weshalb man im Jahr 2007 eine Kraftwerkserweiterung im Werk Mayen veranlasste.
2008 folgte dann für den südamerikanischen Raum der Aufbau der KM7 in Paraguay sowie für den Standort Mayen eine erneute Erweiterung des WEIG-Logistikzentrums.
2021 betrug die Jahresproduktion 660.000 t Karton. Davon gingen 370.000 t in die Herstellung von Gipskarton und 290.000 t für Faltschachteln.
2023 wurde die Gesamtproduktionskapazität an Faltschachtelkarton durch die Übernahme der Buchmann Karton GmbH annähernd verdoppelt. Gemeinsam mit dem Schwesterwerk in Südamerika beträgt die Produktionskapazität von WEIG damit ca. 1 Mio. Tonnen Recyclingkarton.

## Produkte
- Faltschachtelkarton
- Gipskarton
- Testliner